# Хайнрих II (Горица)
Хайнрих II фон Гьорц (на немски: Heinrich I. von Görz; † 10/11 октомври 1148/1149) от род Майнхардини (Горицката династия) е граф на Гьорц/Горица (1142 – 1148/1149).

## Биография
Той е син на граф и пфалцграф Майнхард I фон Гьорц († 1142) и първата му съпруга Хилтигар , или на втората му съпруга Елизабет фон Шварценбург († 1130). Брат или полубрат е на Енгелберт II († ок. 1189), граф на Гьорц/Горица (1142 – 1189), и на граф Майнхард II фон Горица-Истрия († пр. 1193).
Хайнрих II умира неженен. През 1150 г. графството Гьорц/Горица е наследено от брат му Енгелберт II.